# 헤라클레스 이넥스펙타투스

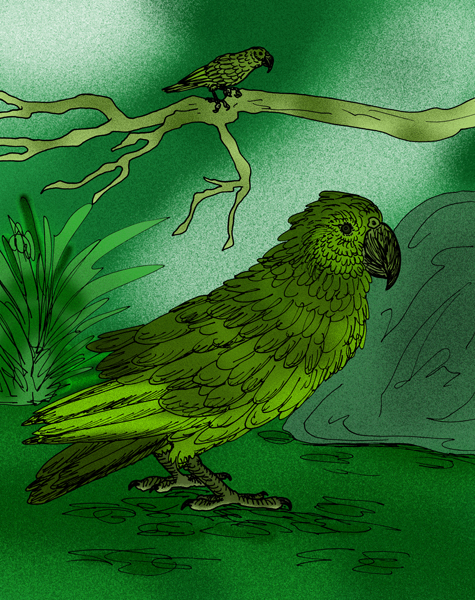

헤라클레스 이넥스펙타투스(Heracles inexpectatus)는 뉴질랜드에 살았던 거대한 앵무새 종이다. 약 1600만 ~ 1900만년 전의 마이오세 전기에 살았던 헤라클레스속에 속한다. 이 종은 2008년 뉴질랜드 오타고 지방 세인트 배선스에서 발견된 화석에서 알려졌다. 1미터의 신장에 약 7킬로그램에 달한다. 초기 분석에 따르면 뉴질랜드앵무류에서 유래되었다.
이 종은 날지 않았을 가능성이 높으며, 강력한 부리로 기존 앵무새들보다 먹이를 수월하게 먹을 수 있었을 것으로 생각된다. 그리고 카카포처럼 헤라클레스는 나무를 오르기 위해 강한 부리를 사용했을 것이다. 그것은 세인트 배선스에 있는 넬레프시타쿠스(Nelepsittacus)속의 다른 앵무 5종과 수십 종의 다른 조류들과 환경을 공유했다. 헤라클레스 이넥스펙타투스는 알려진 가장 큰 존재했던 앵무새이다.

## 참고 문헌
1. ↑  Howard, Jenny (2019년 8월 6일). “This toddler-size parrot was a prehistoric oddity”. 《National Geographic》. 2019년 8월 12일에 원본 문서에서 보존된 문서. 2019년 8월 12일에 확인함.
2. ↑  “Ancient parrot half the size of humans discovered in New Zealand”. 《CTV News》. Agence France-Presse. 2019년 8월 7일. 2019년 8월 8일에 원본 문서에서 보존된 문서. 2019년 8월 7일에 확인함.
3. ↑  Weule, Genelle (2019년 8월 7일). “Fossils of metre-tall giant parrot dubbed Heracles found in New Zealand”. 《ABC Science》. 2019년 8월 8일에 확인함.
4. ↑  Flinders University. “NZ big bird a whopping ‘squawkzilla’”. 《Scoop Sci-Tech》.